# (27887) 1996 GU1
1996 جي يو 1 (ويعرف أيضًا باسم (27887) 1996 جي يو 1 وفق تسمية الكوكب الصغير) (بالإنجليزية: 1996 GU1)‏ هو كويكب ضمن حزام الكويكبات؛ وترتيبه 27887 من حيث الاكتشاف.
اكتُشف هذا الجُرم الفلكي بواسطة Kin Endate ‏ في 12 أبريل 1996.

## وصلات خارجية
- (27887) 1996 GU1 في قاعدة بيانات مختبر الدفع النفاث لأجرام النظام الشمسي الصغيرة

- الاكتشاف · مخطط المدار ·  العناصر المدارية · المعلمات المادية

- (27887) 1996 GU1 على موقع ويكي سكاي: DSS2, SDSS, GALEX, IRAS, Hydrogen α, X-Ray, Astrophoto, Sky Map, Articles and images